# 维济勒
维济勒（法語：Vizille，法語發音：[vizil]）是法国伊泽尔省的一个市镇，位于该省中部偏南，属于格勒诺布尔区。

## 地名
该地名“Vizille”发音为[vizil]而非[vizij]，《世界地名翻译大辞典》与《世界地名译名词典》将其误译作“维济耶”。

## 地理
维济勒（45°4'42"N, 5°46'19"E）面积10.51 平方千米，位于法国奥弗涅-罗讷-阿尔卑斯大区伊泽尔省，该省份为法国东南部内陆省份，北起顺时针与安省、萨瓦省、上阿尔卑斯省、德龙省、阿尔代什省、卢瓦尔省和罗讷省。
与维济勒接壤的市镇（或旧市镇、城区）包括：布列和昂戈讷、蒙沙布、梅萨日圣母村、圣巴泰勒米-德塞希利耶讷、圣皮埃尔德梅萨日、塞希利耶讷、下沃尔纳韦。
维济勒的时区为UTC+01:00、UTC+02:00（夏令时）。

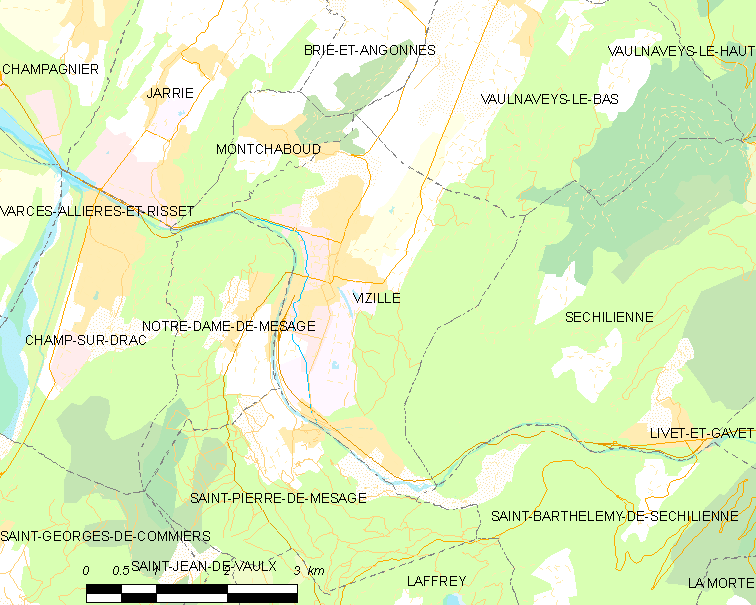
维济勒的OSM定位图

## 行政
维济勒的邮政编码为38220，INSEE市镇编码为38562。

## 政治
维济勒所属的省级选区为瓦桑-罗曼什县，同时也是该县的中央投票站所在地。

## 人口

1962-2008年间维济勒人口变化图示

维济勒于2022年1月1日时的人口数量为7316人。